# Conill del desert
El conill del desert (Sylvilagus audubonii) és una espècie de conill del gènere Sylvilagus. El conill del desert viu al centre dels Estats Units des de l'est de Montana fins a l'oest de Texas i al nord de Mèxic. A l'oest, la seva difusió arriba fins al centre de Nevada, el sud de Califòrnia i la Baja California. Viu a altituds de fins a 2.000 metres. Està particularment associat amb les zones herboses seques gairebé desèrtiques del sud-oest americà.